# Оранжерея (Кассель)
Оранжерея (нем. Orangerie) — сооружение в парке Карлсауэ в городе Кассель, земля Гессен, Германия. Оранжерея была построена в период с 1702 по 1711 годы по заказу ландграфа Гессен-Касселя Карла. С тех пор она формирует северный угол парка. В настоящее время в ней находятся астрономический и физический кабинеты.

## История
На месте нынешней оранжереи был сад, в котором ландграф Вильгельм IV построил небольшой летний домик. Его преемник ландграф Мориц в XVII-м веке переработал сад. Сооружение в стиле барокко, которое можно увидеть в наши дни, было спроектировано и построено по проекту архитектора Иоганна Конрада Гислера, который работал при дворе ландграфа, в период с 1702 по 1711 годы. Основное здание, длиной 140 метров, было спроектировано одноэтажным, с более высокой, двухэтажной центральной частью и ещё более высокими, трёхэтажными угловыми павильонами. Архитектура здания продолжается в осях барочного сада. Находящиеся рядом купальни Мраморбад (нем. Marmorbad) были разработаны Пьер-Этьеном Монно и в наше время представлены в виде отдельного музея. Длинные галереи Оранжереи использовали для балов, одновременно Оранжерея использовалась в качестве так называемой оранжереи-сада (нем. Orangerie-Gartens), сада комнатных растений. На втором этаже центрального здания был богато украшенный зал Аполлона. Сюда можно было попасть только через открытую крышу — лестницы не существовало.
После оккупации Гессенского Курфюршества французскими войсками оранжерея сначала использовалась в качестве больницы. Затем в 1808 году вестфальский король Жером Бонапарт сделал оранжерею своим поместьем до тех пор, пока Фридерицианум не был преобразован в его путевой дворец. В 1813 году Кассель был освобожден русской армией.
С 1830 года интерьер Оранжереи сильно пострадал от неудачных ремонтов. Большинство лепнины в интерьере и внутренняя окраска безвозвратно утеряны, в 1872 году была значительно изменена лепнина в экстерьере. Кроме того, барочные медальоны римских императоров были заменены портретами гессенских правителей и удалены повреждённые статуи в нишах северной части здания.

## Современное использование
Во время Второй мировой войны, в ходе налёта британских ВВС в октябре 1943 года, Оранжерея была значительно разрушена. После того, как практически превратившаяся в руины Оранжерея была приведена в относительный порядок, тут провели федеральную садовую выставку и documenta 1955 года.
В 1970-е годы был восстановлен внешний вид Оранжереи, в южном крыле здания остатки исторических фрагментов были заменены репликами. Вид парадного входа соответствуют состоянию на 1872 год, интерьер был полностью переработан.
В 1977 году в связи с проведением documenta 6 тут было установлено оборудование для лазерного шоу Питера Герта и Хорста Бауманна.
В наше время Оранжерея преобразована в кабинеты астрономии, физики и планетарий. Это отсылка к значению астрономии как науки во времена ландграфа Морица. В то время в бывшей оборонительной башне Цверентурм было установлено первое устройство для разглядывания звёзд и изучения астрономических явлений. Музей с 1996 года является филиалом Planetenweg. Однако администрация Пейзажного музея Касселя (нем. Museumslandschaft) хочет возобновить использование Оранжереи по прямому назначению. Некоторые из цитрусовых растений музея уже сейчас зимуют в оранжерее, по крайней мере, в некоторых её частях.
Во время проведения documenta 12 пространство перед Оранжереей было использовано для этой выставки, тут возвели временный Au Pavillon площадью 9500 квадратных метров. На том же месте с 2008 года проводят HNA Summer Open Air, второй по величине концерт классической музыки под открытым небом Германии.

## Панорама

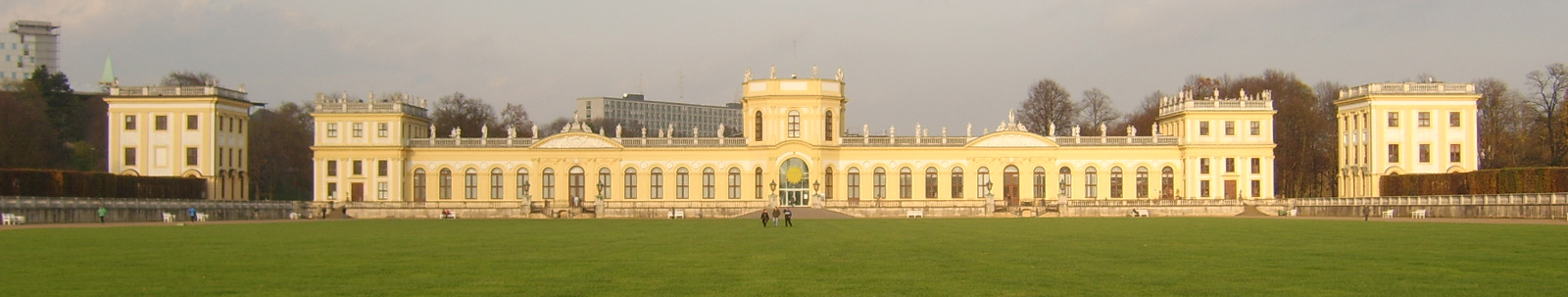
Общий вид Оранжереи: слева купальня Мраморбад, прямо сама Оранжерея, над главным входом в центральное здание солнце, эмблема Planetenweg, справа кухонный павильон